# Gymnangium magnirostre
Gymnangium magnirostre är en nässeldjursart som först beskrevs av Nutting 1927.  Gymnangium magnirostre ingår i släktet Gymnangium och familjen Aglaopheniidae. Inga underarter finns listade i Catalogue of Life.